# Commanderie
Une commanderie est un établissement foncier appartenant à un ordre religieux et militaire.
Apparues au XIIe siècle, les commanderies existeront le temps que perdurent les ordres militaires. Placées sous la responsabilité de commandeurs, elles étaient le lieu de vie et de formation de communautés de frères, de chevaliers et d'affiliés. Elles se trouvaient au centre d'un domaine foncier sur lequel étaient bâties des fermes appelées maisons (domus).
Bien qu'étant le plus souvent rurales et situées sur des terres de rapport, les commanderies pouvaient aussi être urbaines et même portuaires, lorsque les chevaliers obtenaient le monopole ou bien des privilèges de commerce, ou de transport de pèlerins. Dans les « terres de combat » (la Terre sainte), les commanderies étaient des fortifications ou des domaines ruraux fortifiés. Suivant l'analyse d'Alain Demurger, les possessions de l'« arrière » (les terres de rapport) permettaient de subvenir aux besoins du « front » (les terres de combat).

## Définition
« Commanderie » est le terme français exact pour désigner la base de l'organisation territoriale des ordres religieux et militaires. Le mot commanderie a été utilisé par les Hospitaliers de Saint-Jean de Jérusalem depuis la réforme de l'Ordre en 1267. Les historiens ont conservé cette appellation de préférence à « préceptorie » pour désigner tous ces établissements ayant appartenu à des ordres militaires. Il n'y a pas lieu de faire des différences entre ces deux dénominations.
« Préceptorie » est la francisation erronée du latin « Praeceptoria », tout comme « praeceptor » ou précepteur désignait le commandeur de la maison.

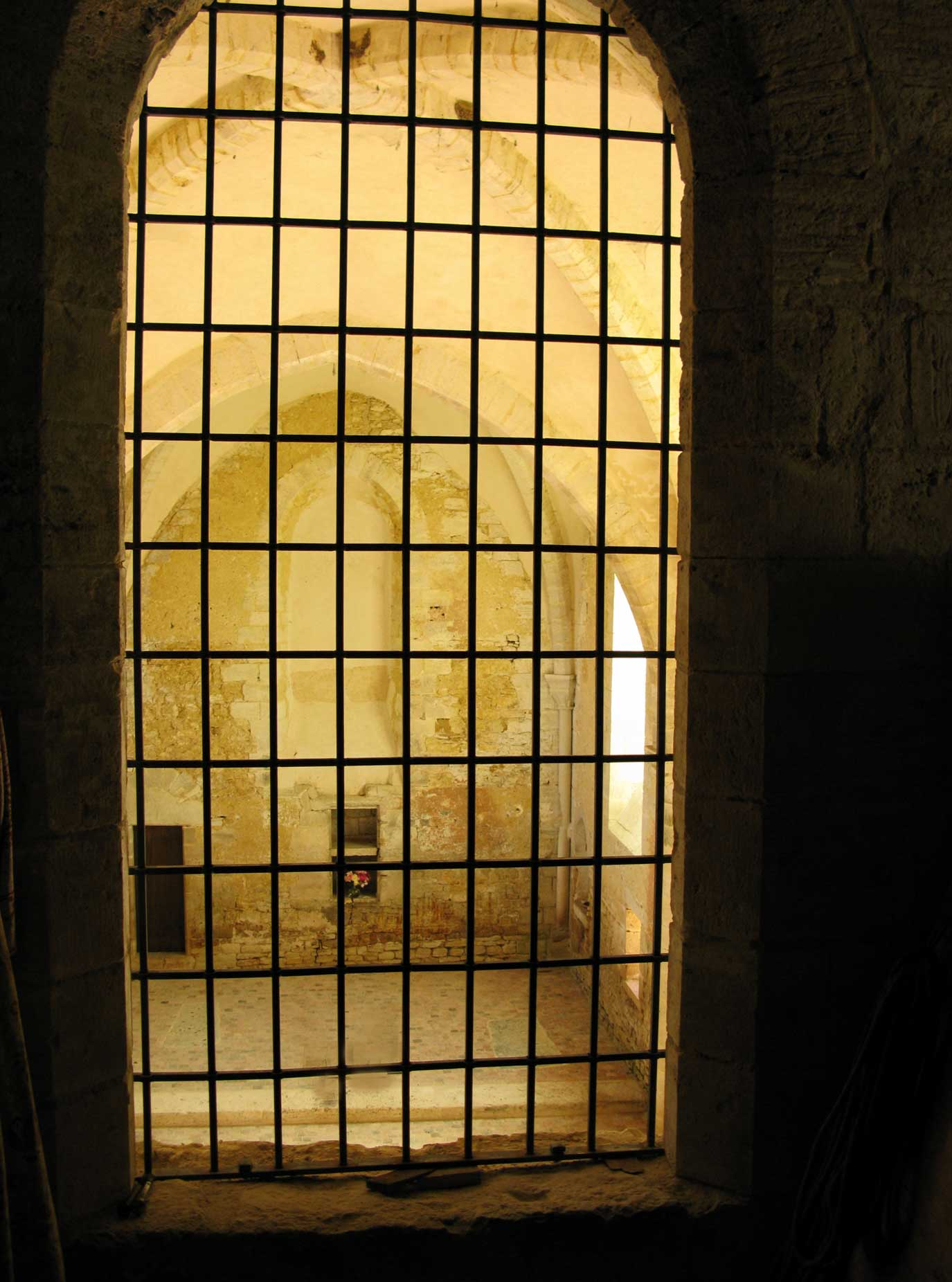
Vue de l'intérieur de la Chapelle Notre-Dame. Ancienne Commanderie du Temple de Chanu, Eure.

## Origine
L'origine des commanderies est à chercher dans le don fait en 1099 par Godefroy de Bouillon aux Hospitaliers de l'ordre de Saint-Jean de Jérusalem en remerciements pour services rendus. Godefroy offre aux « moines noirs » de frère Gérard le casal (village fortifié) de Hessilia en Palestine et son fief de Montboon en Brabant, ainsi que deux fours banaux. Cette habitude de donation aux ordres militaires va permettre à ceux-ci de développer d'importants empires territoriaux en Europe, accompagnés de l'émergence de véritables pouvoirs, qui permettent d'importants services caritatifs tels les hôpitaux, comme pour les Hospitaliers, les Templiers (leur préceptorie et leur commanderie sont appelées dans les archives preceptorum domorum milicie Templi et domus Templi) et les Teutoniques.

## Fonction
Le terme de commanderie ne désigne pas uniquement une maison, mais au contraire une circonscription territoriale constituée d'une maison-mère et de plusieurs maisons et terrains. Sur les « terres de rapport » (dit aussi l'arrière) ces domaines étaient une source de revenus qui permettaient l'organisation des activités hospitalières et militaires, par contraste aux « terres de combat » (dit aussi l'avant) comme la Terre sainte où les pèlerins chrétiens étaient défendus et protégés. Il s'agissait de grosses fermes, parfois fortifiées (en « terres de combat »), qui comprenaient une chapelle, et les bâtiments nécessaires à la vie de ses habitants (logements, réfectoire, écuries, salle capitulaire, etc.). Les domi (généralement de un à trois par commanderie, cela pouvant monter jusqu'à une dizaine) se distinguent des granges cisterciennes, simple centres d'exploitations agricoles où personne ne résidait en permanence.
Les commanderies étaient sources de revenus pour l'Ordre, grâce aux dîmes et autres taxes qu'elles percevaient, mais aussi, par les dons qu'elles pouvaient recevoir. Elles assuraient la production de biens alimentaires et l'élevage de chevaux nécessaires à la réussite des expéditions en Terre sainte. En Occident, les commanderies jouaient un rôle économique non négligeable sur le marché des denrées alimentaires (à l'échelle de leur région), par la vente des surplus sur les foires et marchés. Les commanderies ont aussi permis la valorisation du territoire, par les travaux d'essartage ou d'assèchement de marais ou de création d'étangs de pisciculture. Chaque commanderie était spécialisée dans un type de production. Des familles des paysans, libres ou serfs, travaillaient ainsi pour le compte de l'Ordre, et de nombreux artisans pouvaient être salariés par la commanderie.

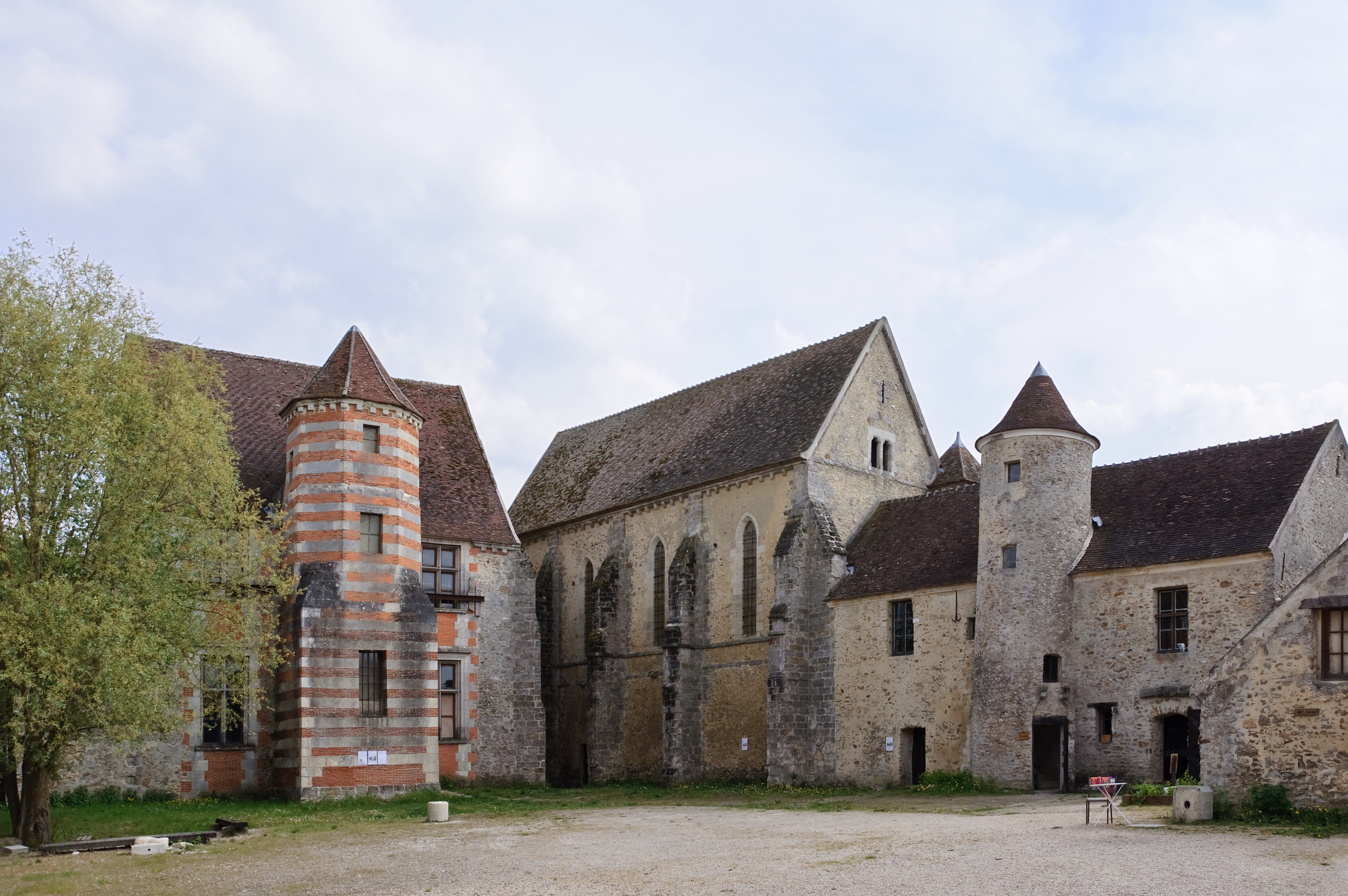
Commanderie de Coulommiers : logis du commandeur, chapelle, maison du chapitre.
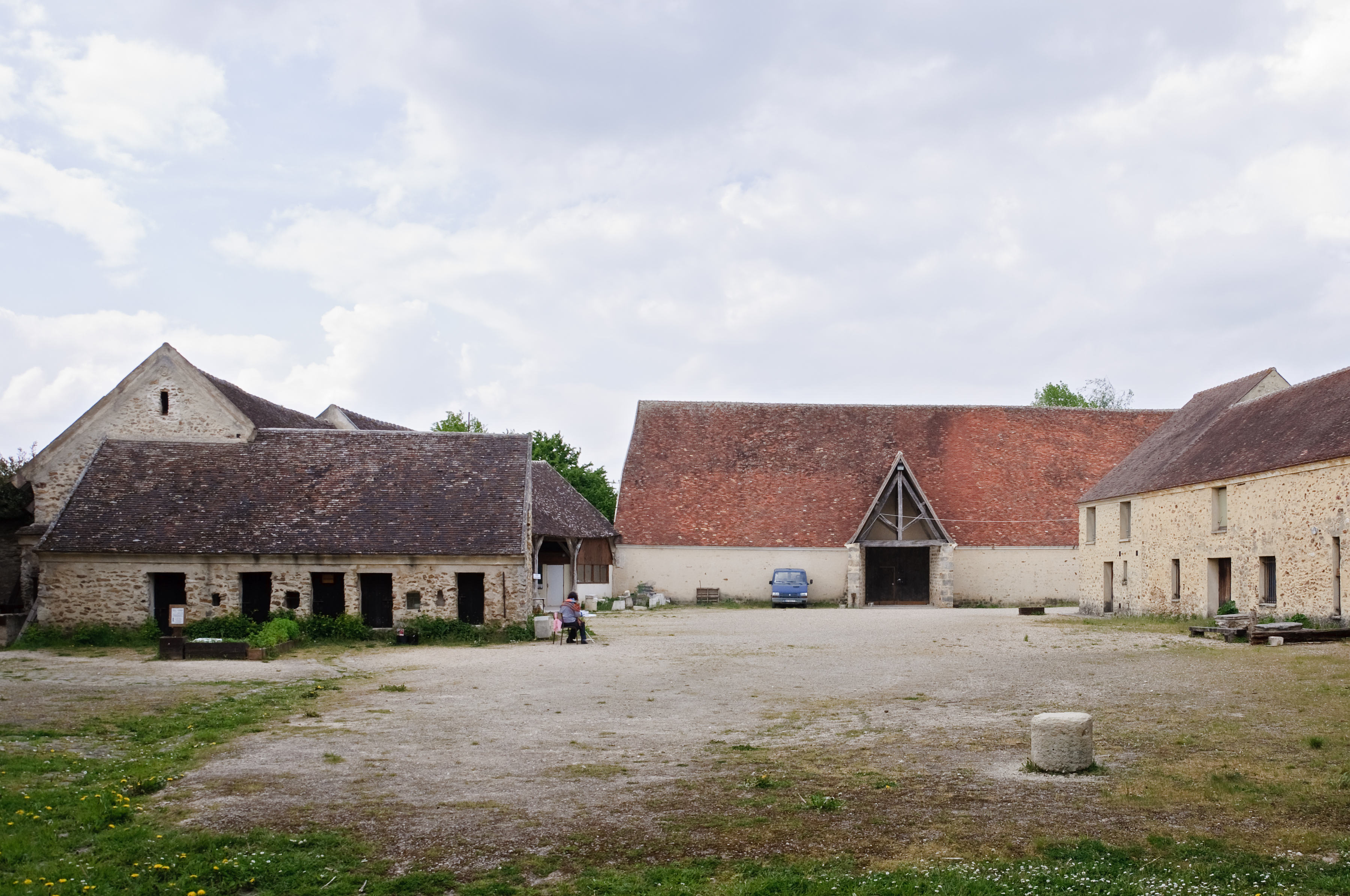
Commanderie de Coulommiers : grange aux dîmes et communs (porcherie, écuries, etc.).
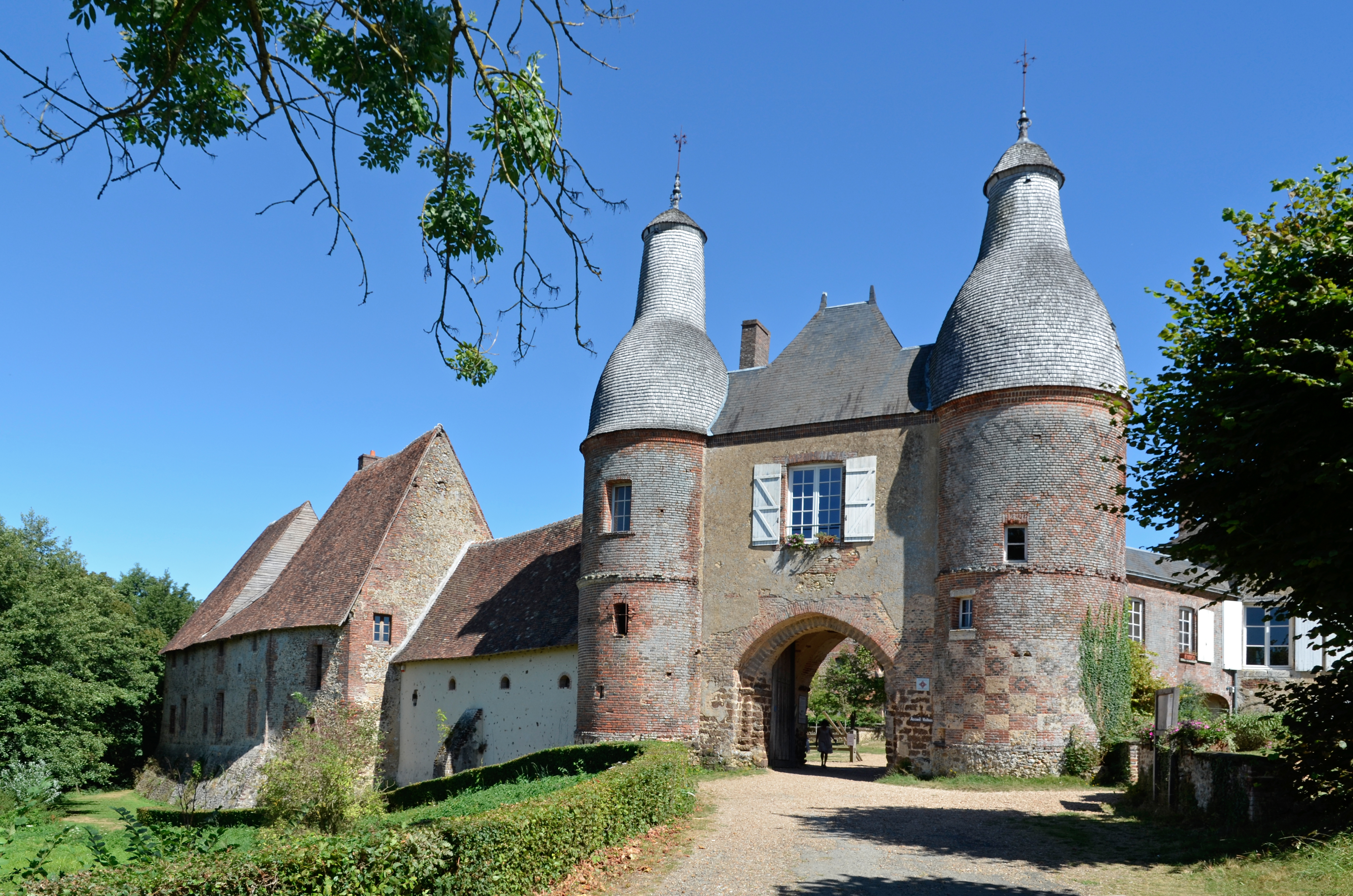
Entrée de la Commanderie d'Arville - Loir-et-Cher.
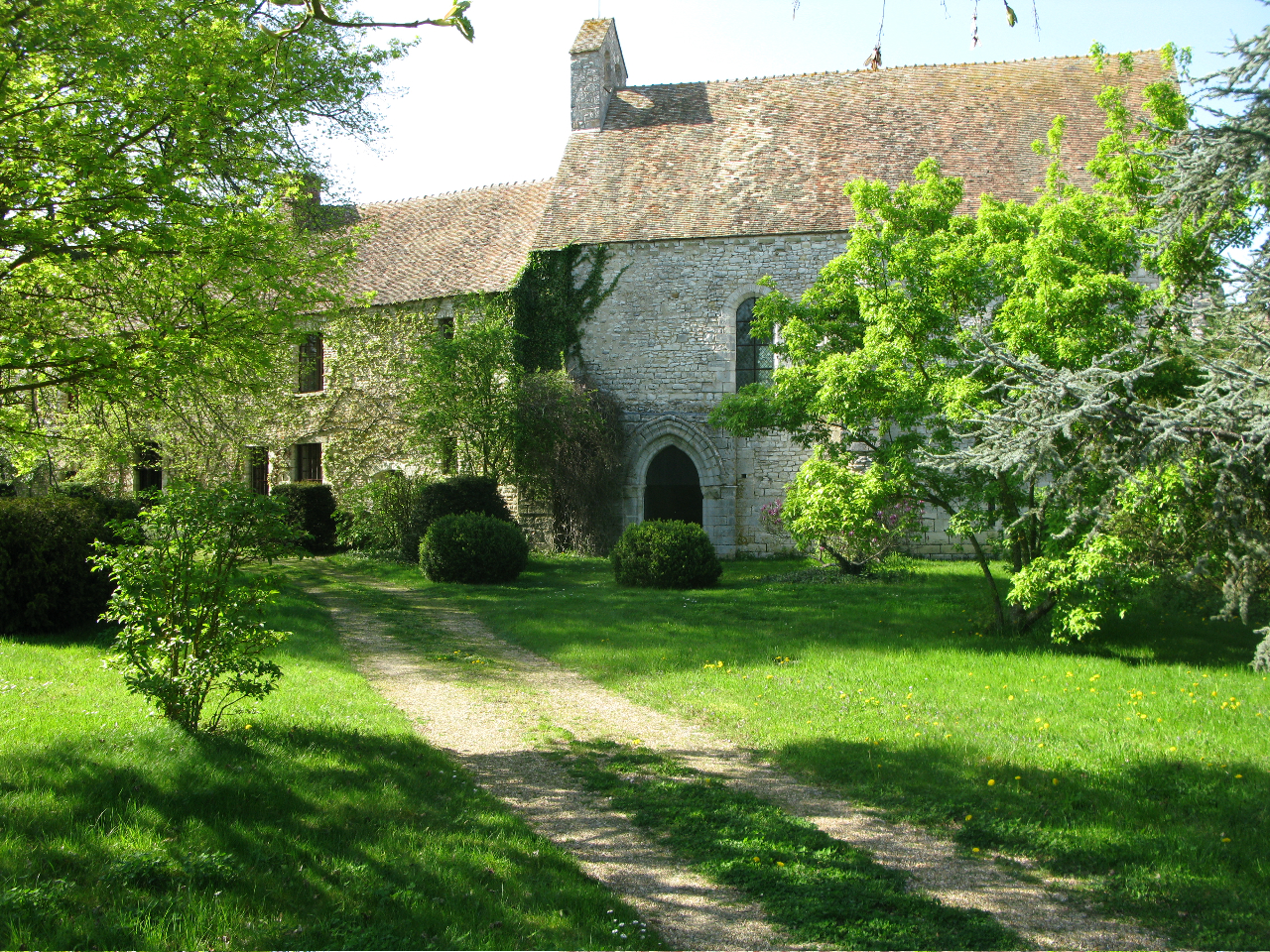
Chapelle Notre-Dame du Temple de la commanderie de Chanu - (XIIe siècle). Ancien Logis du Commandeur attenant (XVe siècle) - Eure.
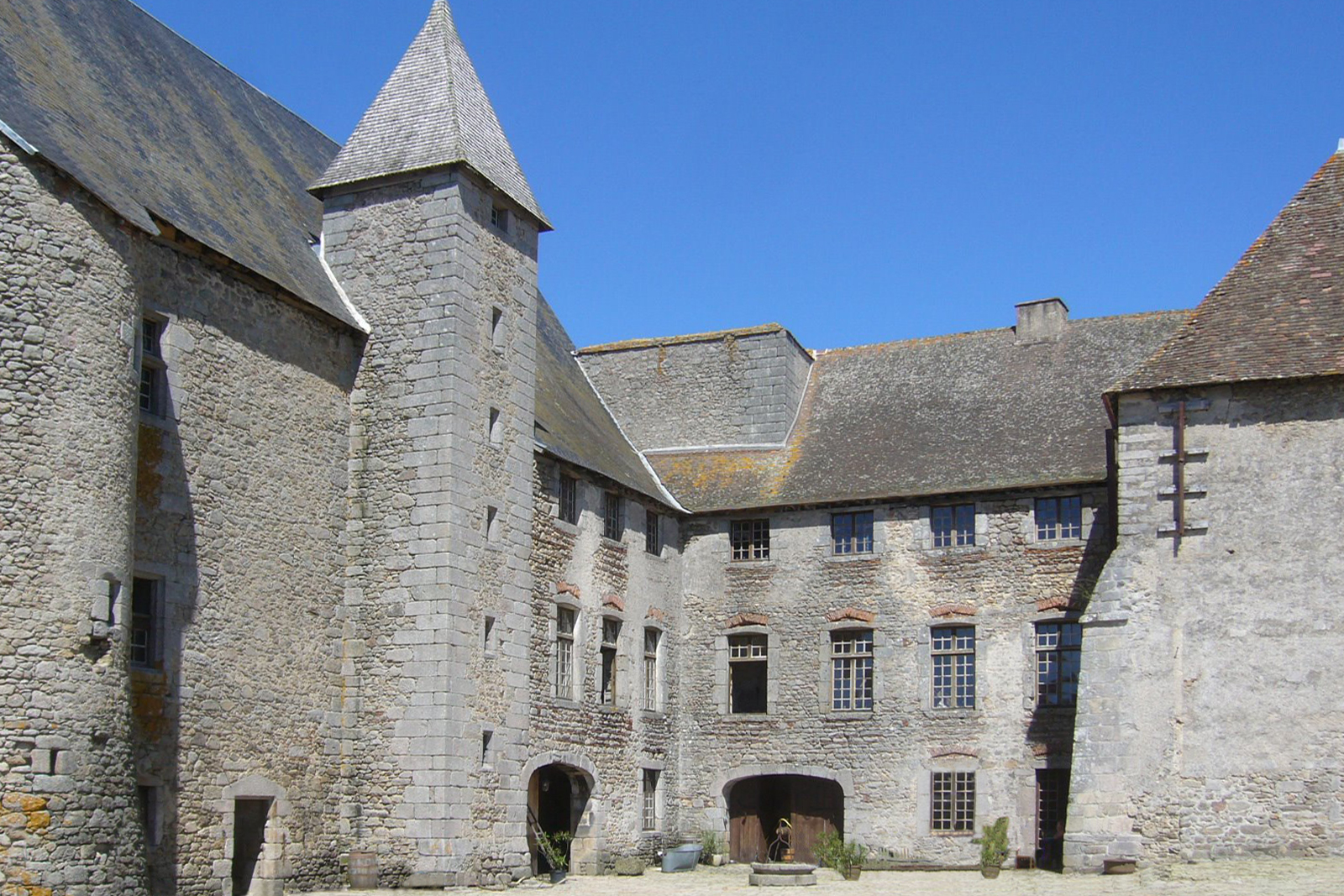
Commanderie hospitalière de Lavaufranche (XIIe siècle). Guy de Blanchefort en a été commandeur.

## Fonction hospitalière
Certains des ordres religieux et militaires étaient aussi des ordres hospitaliers ou uniquement hospitalier, ce qui explique la création conjointe ou pas de xenodochium, mi-hostellerie mi-hôpital, aux commanderies. Installés sur les routes de pèlerinage, les pèlerins pouvaient ainsi bénéficier d'une assistance hôtelière qui pouvait les accueillir et les réconforter. C'est le cas, par exemple, des commanderies situées sur les routes de Jérusalem ou sur le chemin de Compostelle.

## Implantations en Europe

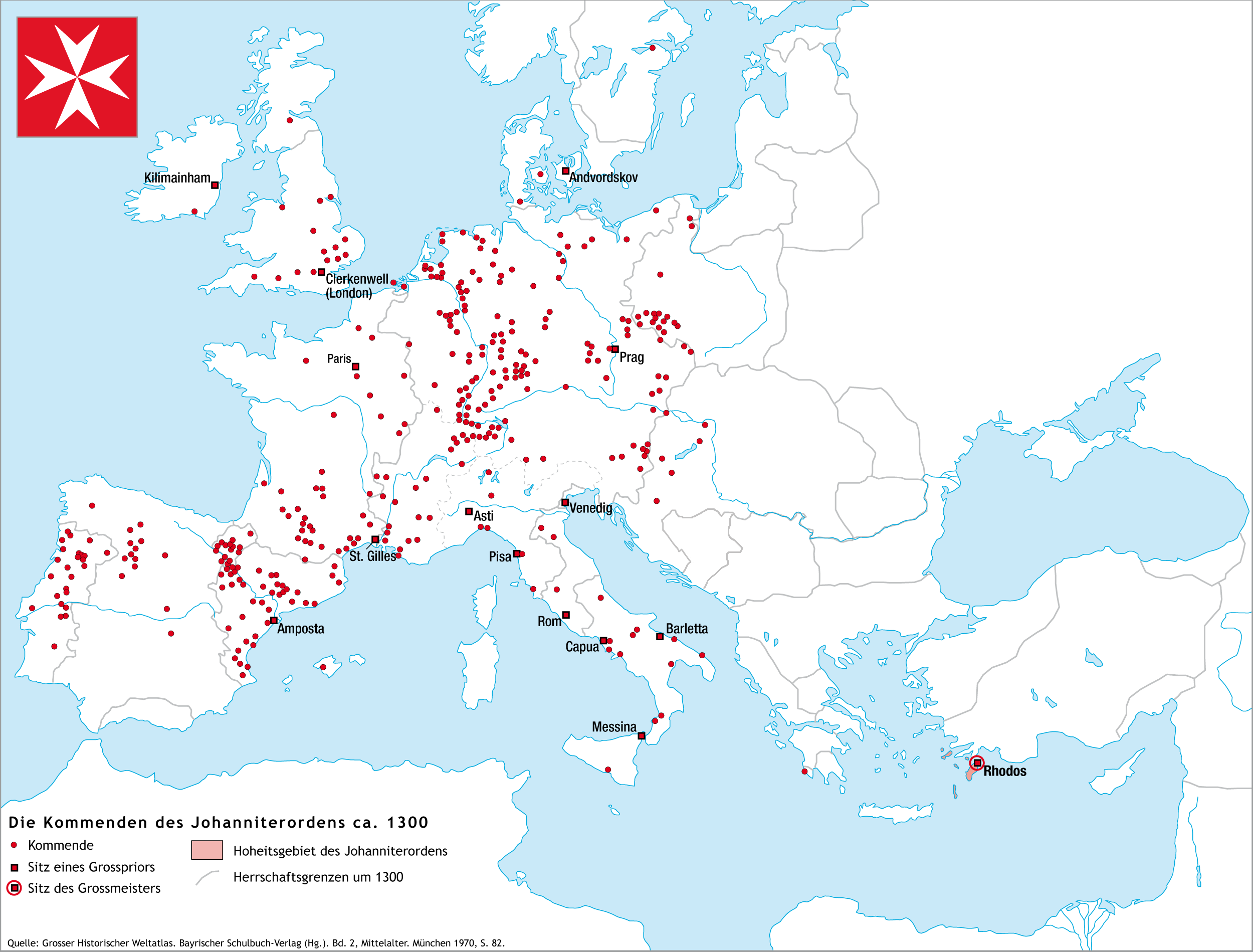
Commanderies hospitalières vers 1300.
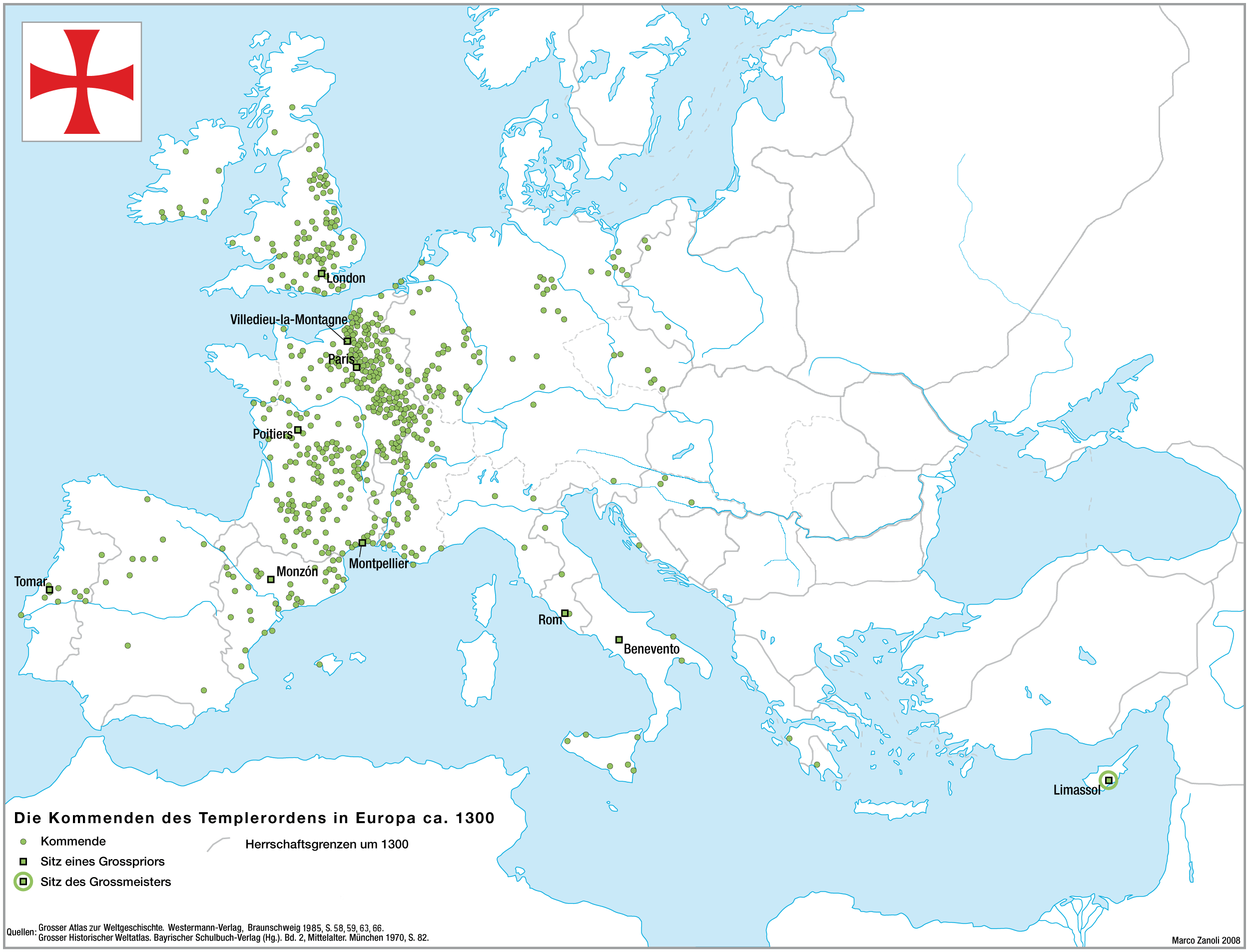
Commanderies templières vers 1300.
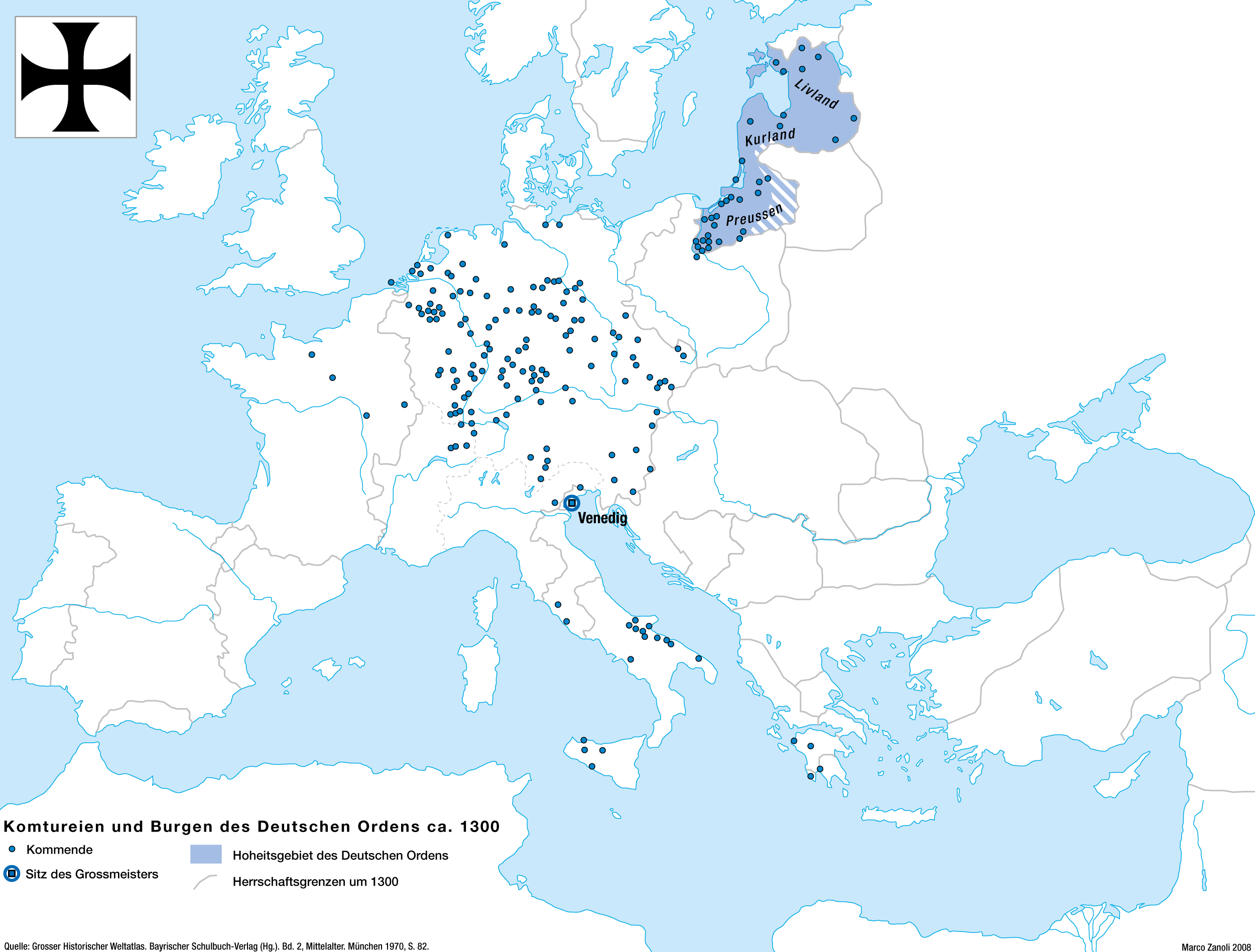
Commanderies teutoniques vers 1300.